# Falsocis
Gênero de besouro da família Ciidae com distribuição restrita à Região Neotropical. Há duas espécies descritas nesse gênero: Falsocis opacus Pic, 1916; e Falsocis brasiliensis Lopes-Andrade, 2007. Fals. opacus é conhecida da Guiana Francesa e do estado do Pará, no Brasil. Fals. brasiliensis ocorre somente em pequenos fragmentos florestais do Sudeste e Nordeste do Brasil, e está ameaçada de extinção.